# Onze-Lieve-Vrouw-Lombeek

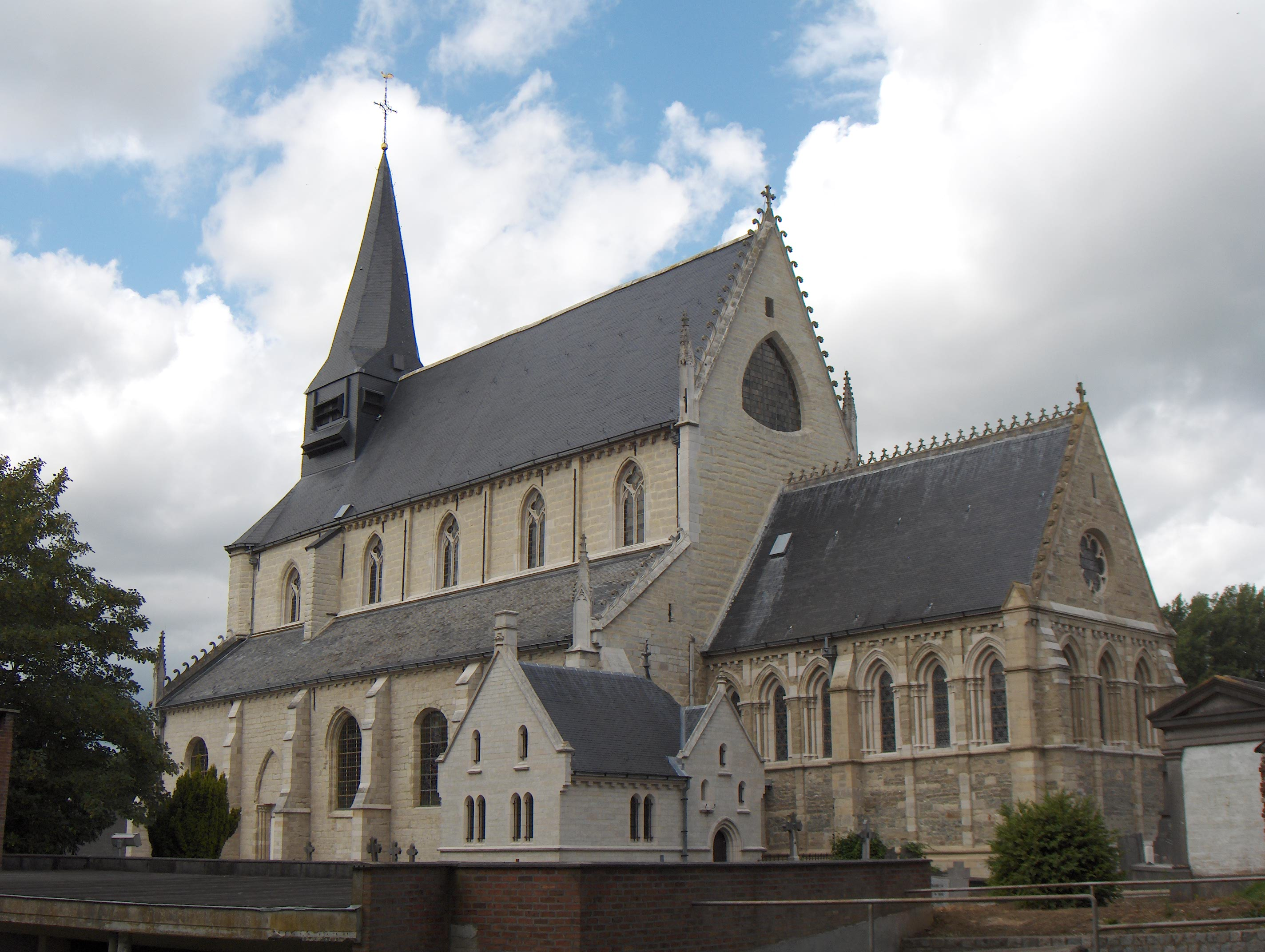
Onze-Lieve-Vrouwekerk

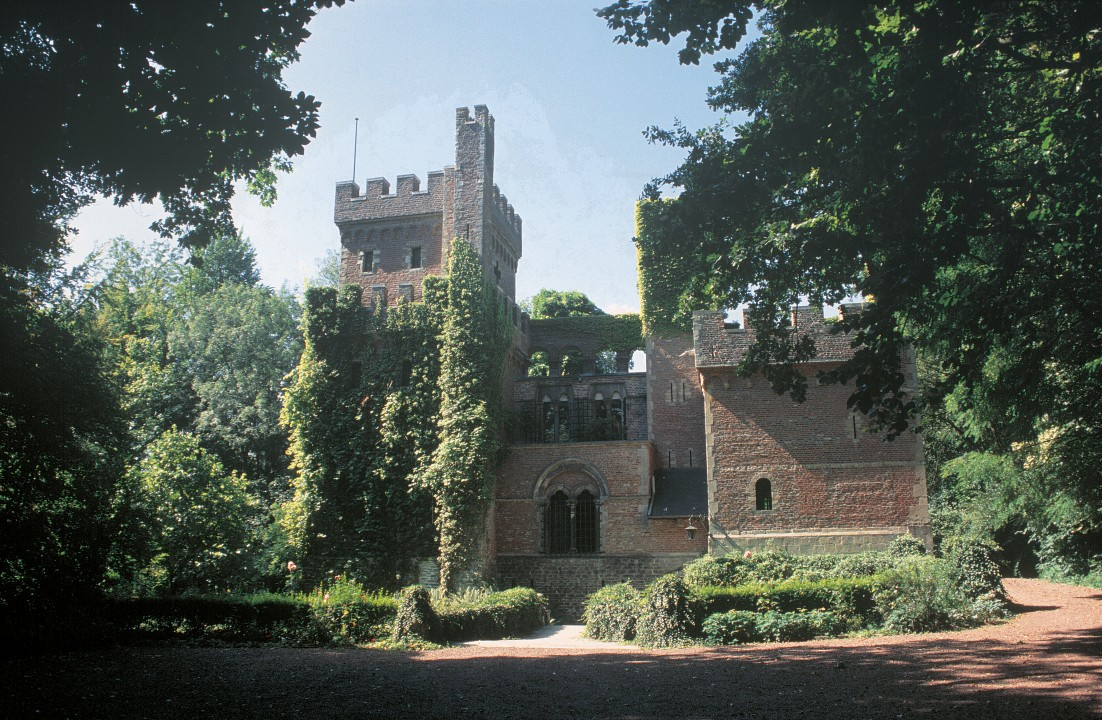
Het kasteel van Rokkenborch

Onze-Lieve-Vrouw-Lombeek is een dorp gelegen in het Pajottenland, in de Belgische provincie Vlaams-Brabant, en is een deelgemeente in het zuidoosten van de gemeente Roosdaal. Het dorp dankt zijn naam aan de rivier de Lombeek, die het dorp doorkruist. Onze-Lieve-Vrouw-Lombeek was een zelfstandige gemeente tot aan de gemeentelijke herindeling van 1965.
In 2008 werd het dorp verkozen tot mooiste dorp van Vlaams-Brabant vanwege het Bruegeliaanse landschap en de frappante dorpskathedraal, tevens was het ooit een belangrijk bedevaardsoord.

## Geschiedenis
De dorpskom ligt verscholen in een vallei waar een drietal beken samenvloeien. Het lijkt wel een moeillie, een bakkuipvormig dal tussen heuvelkammen en waterlopen. Deze bijzondere ligging was de Romeinen in het begin van onze tijdrekening niet ontgaan. Sporen van bewoning werden ontdekt op het gehucht “De Hunsel”. Tijdens de middeleeuwen werd de versterking “Rokkenborch” opgetrokken. In de buurt hiervan ontwikkelde zich het dorpscentrum. Dankzij de talrijke bedevaarders, aangetrokken door de vele  mirakuleuze genezingen hier plaatsgevonden kon de prachtige Onze-Lieve-Vrouwekerk, in vroeggotische stijl gebouwd worden.
In de Karolingische tijd lag het dorp in de Brabantgouw en later, tot het einde van de achttiende eeuw, in het kwartier Brussel van het hertogdom Brabant.
Bij De Hunsel zijn sporen gevonden van Romeinse bewoning.
Ook zijn er veel legendes die hun oorsprong hebben in het dorp.

## Geografie
Het dorp ligt in het zuid-oosten van de gemeente Roosdaal, en is het oosten begrensd door de gemeente Lennik, in het zuiden door de gemeente Gooik en in het noorden door het Lennikse gehucht Eizeringen. Het centrum ligt aan de voet van de Tuitenberg, dat eveneens een gehucht is van de buurgemeente Lennik. Aan de grens met Gooik, in Oplombeek, ontspringt de Lombeek, die in Sint-Katherina-Lombeek uitmondt in de Alfen, een zijriviertje van de Dender.

## Bezienswaardigheden
- De Hertboommolen is een bekende windmolen waarvan de naam reeds vermeld wordt in een cijnsboek uit 1391. De windmolen werd in de jaren zestig gebruikt in de populaire televisieserie Kapitein Zeppos. Daaraan dankt hij zijn bijnaam "de Zepposmolen". Een andere bijnaam is "de Tragische Molen" omdat er zich in de geschiedenis twee drama's hebben afgespeeld. In 1745 werd op nieuwjaarsdag in de molen binnengebroken door leden van de beruchte bende van Jan de Lichte, die de molenaar Pieter van Lierde vermoordden. Het tweede drama vond plaats op zondag 22 april 1917 toen rond 7 uur 's avonds vier gemaskerde mannen het huis binnendrongen van de afwezige molenaar. De molenaarsvrouw werd vermoord.
- De Onze-Lieve-Vrouwkerk is een vroeggotische kerk uit de 13e-14e eeuw. De kerk herbergt onder andere het Brusselse retabel met tonelen uit het leven van Maria (1532-1535)[4] en een tweemanualig orgel van Jean-Baptiste Goynaut. Het retabel bestaat uit meer dan 120 beeldjes die in negen taferelen het leven van Maria voorstellen.[5]
- Het Kasteel Rokkenborch stamt in oorsprong uit de Middeleeuwen, maar werd voor 1900 neogotisch heropgebouwd.[6]
- De Afspanning de Kroon

## Natuur en landschap
Onze-Lieve-Vrouw-Lombeek ligt in het Pajottenland op een hoogte van 42-88 meter. De Bellebeek stroomt door Onze-Lieve-Vrouw-Lombeek. De streek wordt gekenmerkt door boomgaarden.

## Demografische ontwikkeling
- Bronnen:NIS, Opm:1831 tot en met 1970=volkstellingen; 1976 = inwoneraantal op 31 december

## Cultuur

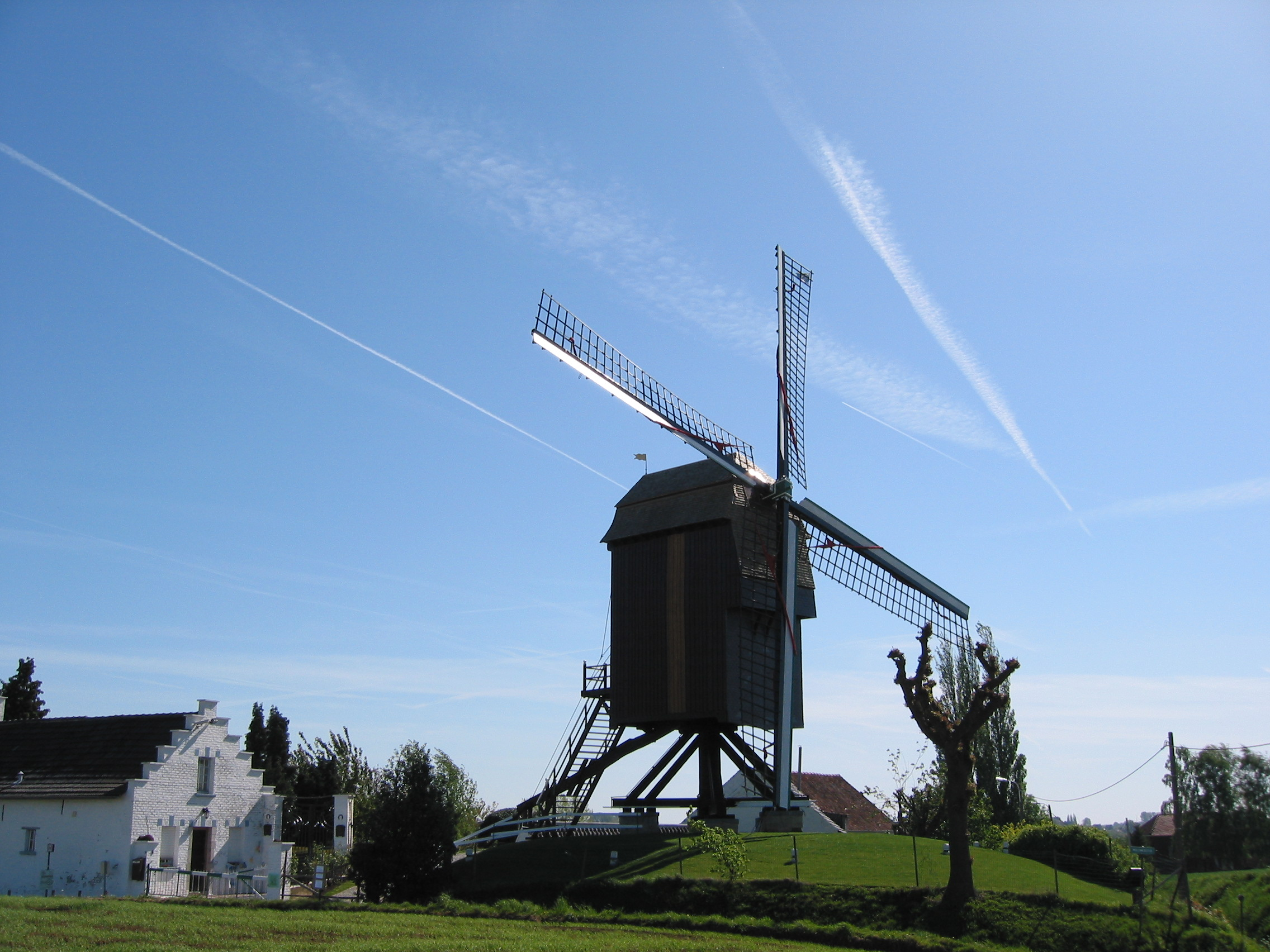
De Hertboommolen.

### Media
In 2008 Organiseerde het VRT programma Vlaanderen Vakantieland een wedstrijd om het mooiste dorp van Vlaanderen te ontdekken. Onze-Lieve-Vrouw-Lombeek werd verkozen tot mooiste dorp van Vlaams-Brabant. Het verloor in de finale echter van het Limburgse Oud-Rekem.

#### Televisie
De windmolen in het dorp figureerde in de jaren zestig in de bekende televisieserie Kapitein Zeppos.
Het tv-programma FC Nerds van de toenmalige zender VT4 werd in 2008 opgenomen op het voetbalterrein van Onze-Lieve-Vrouw Lombeek.
Voor de VTM-serie Amateurs uit 2014 werden een groot aantal buitenopnames en enkele binnenopnames gedaan in het dorpscentrum. Dit programma had onder meer als doel Het Pajottenland te promoten.

#### Folklore
De eerste zaterdag van september leeft de jarenoude traditie van een processie ter ere van Moeder Maria nog steeds verder. De processie wordt onder meer opgeluisterd door een van de oudste fanfares in het land. De Koninklijke fanfare "De Eendracht" werd in 1832 opgericht.

## Geboren in Onze-Lieve-Vrouw-Lombeek

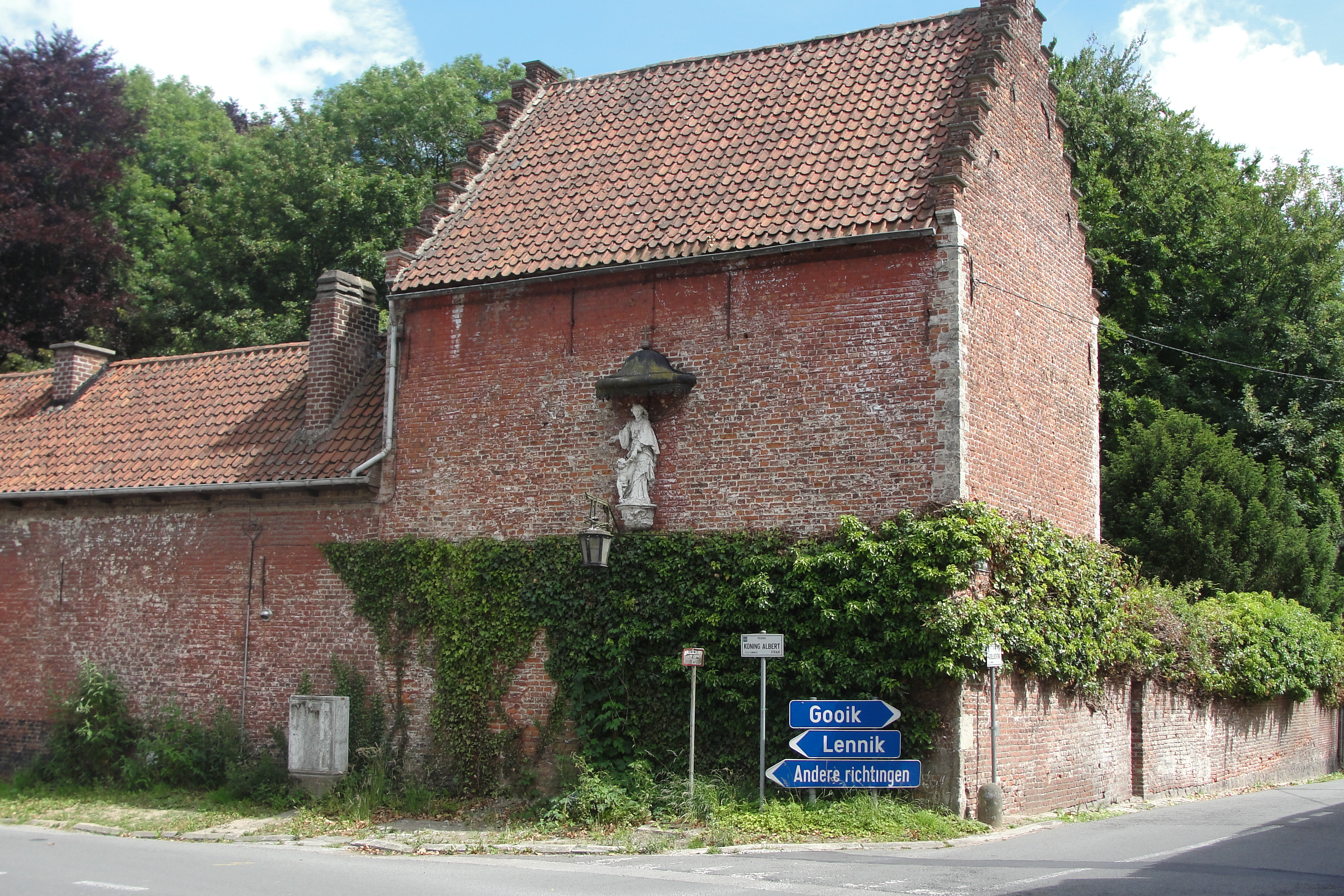
Park van Rokkenborch ter hoogte van de Koollochting

- Frans Van Cauwelaert (1880-1961), politicus
- August Van Cauwelaert (1885-1945), dichter
- Emiel Van Cauwelaert de Wyels (1910-1982), journalist en hoofdredacteur
- Rik Van Cauwelaert (1950), (oud-)directeur van het tijdschrift Knack
- Franky Van der Elst (1961), voetballer en later trainer
- Théophile Vossen, eerste brouwer van Mort Subite

## Nabijgelegen kernen
Lennik, Gooik, Eizeringen, Strijtem, Ledeberg